# 竹本雛太夫 (5代目)
五世 竹本 雛太夫（ごせい たけもと ひなだゆう、1898年10月13日 - 1980年2月29日）は義太夫節の太夫。はじめ文楽で活躍したが、後に歌舞伎竹本に転向し、重要無形文化財保持者（人間国宝）に認定された。本名は小林貞光。
1911年に林長子と名乗り初舞台。1916年、文楽座に三味線方として豊澤広助に入門し、豊沢竹弥を名乗るが、1931年に太夫へ転向。豊竹山城少掾に師事し、1940年に五代目雛太夫を襲名。1959年、六代目中村歌右衛門の慫慂によって歌舞伎竹本に転じた。1978年、重要無形文化財保持者（人間国宝）に認定。